# Bois Durci

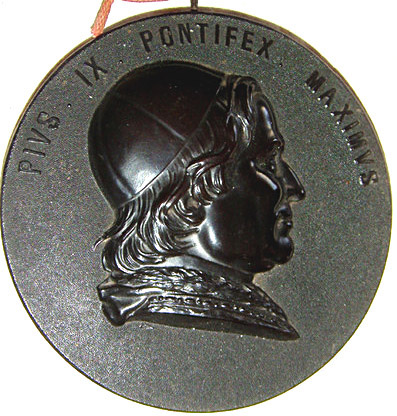
Medaillon Papst Pius IX. aus Bois Durci, um 1870

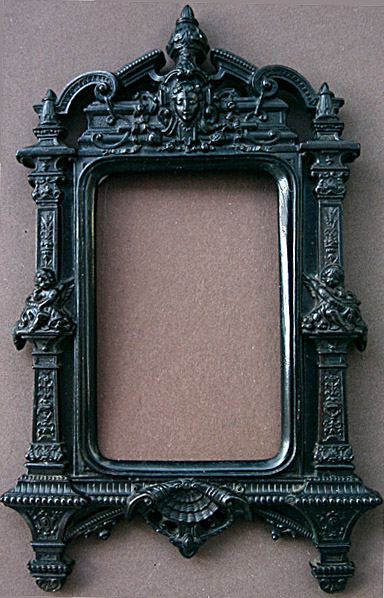
Bilderrahmen aus schwarzem Bois Durci, vermutlich aus Sezanne, um 1900

Bois Durci ([bwa dyʀsiː], französisch für „gehärtetes Holz“) ist ein natürlicher Kunststoff, der Mitte des 19. Jahrhunderts in Frankreich erfunden und zur Herstellung dekorativer, luxuriöser Gebrauchsgegenstände verwendet wurde.

## Geschichte
Der französische Liedtexter Francois Charles Le Page hatte die Idee, Holzmehl und Ochsenblut miteinander zu mischen und nach dem Trocknen unter Erhitzung zu Formstücken zu pressen. Er erzielte auf diese Weise einen harten Werkstoff, auf den Le Page und Talrich 1855 ein Patent erhielten: „Eine neue Material-Zusammensetzung, die als Ersatz für Holz, Leder, Knochen, Metall und andere harte oder plastische Stoffe verwendet werden kann.“ Von der Idee zu einer neuen Technik bis zur kommerziellen Auswertung ist ein langer Weg. Le Page versuchte Bois Durci herzustellen, die industrielle Produktion seiner Erfindung war jedoch unbefriedigend und er bat den Unternehmer Alfred Latry, der durch seine Fabrikation von Zinkweiß bekannt geworden war, um Hilfe.
1859 kaufte Latry das Patent von Le Page, gründete die Societé du Bois Durci in Grenelle in Paris zur Herstellung von Waren aus diesem neuen Werkstoff. Nach anfänglichen Produktionsschwierigkeiten verkaufte er Bois Durci-Waren über seine Firma A. Latry & Cie., 7 Rue du Grand-Chantier, (Au Marais) Paris. Latry war fortan führend in der Produktion von Gegenständen aus Bois Durci. Neben kleineren Haushaltsgegenständen wie Kämmen und Pfeifenstielen, wurden insbesondere dekorative Kleinobjekte, luxuriöse Schreibtischgarnituren und Porträtplaketten hergestellt. 1862 stellte er Waren seiner Produktion auf der Weltausstellung in London aus.
1898 übernahm die MIOM (Manufacture d'Isolants et Objects Moules) Latrys Firma und führte die Produktion mit den alten Gussformen fort. Ab 1907/1908 wurde das Bindemittel Blut nach und nach durch natürliche und künstliche Harze ersetzt. 1920 wurde die Produktion eingestellt, neuere Kunststoffe, insbesondere Bakelit, verdrängten Bois Durci.
Neben Latrys Firma entstand 1883 in Sézanne, östlich von Paris, ein von Ambroise Chevalier gegründetes Konkurrenzunternehmen, das aus den gleichen Rohstoffen dekorative Luxusgegenstände im Stile der Belle Époque und des Jugendstils in großer Vielfalt herstellte – Bilderrahmen, Zierleisten, Medaillons, Broschen, Schatullen, Schreibgeräte und Schreibtischgarnituren. Nach Chevaliers Tod verkaufte sein Nachfolger die Firma 1920 an André Hunebelle. 1926 wurde das Unternehmen durch ein Feuer zerstört, die Produktion wurde aufgegeben, da der Werkstoff Bois Durci inzwischen durch modernere Materialien ersetzt war.

## Herstellung
Bois Durci besteht aus fein pulverisiertem Holzmehl von Ebenholz, Palisander oder Rosenholz – die besten Ergebnisse wurden mit brasilianischem Rosenholz erzielt –, dem mit einem Gewichtsanteil von 15 bis 20 Prozent Rinderblut, Gelatine oder Protein (Albumine) als Bindemittel zugesetzt sind (daher auch die Bezeichnung als Natürliches Plastik oder Proteinoplast). Ebenholz ergab einen schwarzen, Rosenholz einen rötlich-braunen Farbton, wobei die Färbung durch beigefügte Farbpigmente noch betont werden konnte.
Diese Mischung wurde nach dem Trocknen zu einem sehr feinen, puderartigem Pulver vermahlen. Ursprünglich wurden die Zutaten aus Abfallprodukten gewonnen: Rinderblut aus den Schlachthöfen um Paris, Holzmehl tropischer Hölzer aus der Möbelproduktion. Das Pulver wurde in Stahlformen gefüllt und unter Hitze (150–200 Grad) und hohem Druck gepresst. Nach ca. 30 Minuten wurden die Stahlformen schockartig in Wasser abgekühlt und die Objekte entnommen. Die Rückseite wurde geschliffen und die Oberfläche poliert. Die Dichte ist höher als die von Wasser, sie liegt bei etwa 1,3 g/cm³. Bei dem Fertigungsprozess drang die Masse in die kleinsten Strukturen der Stahlform ein, wodurch feinste Details wiedergegeben werden.

## Sammlungen
Große Sammlungen werden von verschiedenen Sammlern und Autoren als virtuelles Museum ins Internet gestellt und fachkompetent kommentiert.
Die umfangreichsten Bilddokumentationen zeigen die Engländer Philipp und Harold Mernick und der belgische Sammler Gaston Vermosen.
Christie’s versteigerte 2009 zwei prachtvolle, 12 cm große Medaillons mit Porträts der jungen Königin Victoria und ihres Prinzgemahls Albert. Sie erzielten einen Preis von 813 Pfund und zeigen die hohe Kunst der Stahlgraveure und die unübertreffliche Feinheit der Wiedergabe, die mit dem Werkstoff Bois Durci möglich war.